# Hamburger Gewerbeverein
Der Hamburger Gewerbe-Verein von 1867 e.V. wurde zunächst als Sektion der Patriotischen Gesellschaft gegründet.
Dem Gewerbeverein gehörten zahlreiche renommierte kleine und große Unternehmer aus Hamburgs Handwerk, Handel und Industrie an, aber auch Künstler, Gelehrte, Architekten, Rechtsanwälte und Leiter wichtiger Institutionen – so Richard Meyer, der Direktor der Staatlichen Kunstgewerbeschule Hamburg, und Justus Brinckmann, der Gründungsdirektor des Museums für Kunst und Gewerbe Hamburg, der zuvor von 1873 bis 1877 der erste Sekretär der Gewerbekammer Hamburg gewesen war. Die große Verbundenheit des Gewerbevereins zum Museum für Kunst und Gewerbe ist dokumentiert in der großen Tafel, die 1902 zum 25-jährigen Jubiläum des MKG an der Eingangstreppe befestigt worden war. Ernst Gottfried Vivié war einer der Gründer und Ehrenpräsident des Gewerbevereins. 
Der Gewerbeverein und seine Mitglieder unterstützten auch tatkräftig die Forderungen nach einem Neubau der Gewerbekammer (gebaut von 1912 bis 1915/1917) und stifteten Teile der Innenausstattung des Gewerbehauses (heute Handwerkskammer Hamburg) am Holstenwall. Zu den Stiftungen gehörten ein vom Töpfermeister Albert Krüger gestifteter Kachelofen in Blaumalerei, ein vom Bildhauer Hans Waetcke (1888–1968) gefertigter Wandbrunnen und das Rednerpult Muse des Handwerks von Heinrich Walldorf jr. (1872–??).
Im Treppenhaus des Gewerbehauses befindet sich noch heute die ebenfalls von Hans Waetcke geschaffene Bronzebüste von Johannes Hirsch. Dieser war 1908 bis 1928 als Nachfolger von Theodor Menzel Vorsitzender des Vereins.
Johannes Hirsch hielt als Vereinsvorsitzender zahlreiche Vorträge über politische, soziale und kulturelle Themen und verfasste für die Zeitung des Gewerbevereins zahlreiche Artikel.